# Lumsk
Lumsk är ett norskt folkmetalband som har släppt ett flertal singlar och tre album.

## Medlemmar
Nuvarande medlemmar
- Espen Warankov Godø – keyboard, synthesizer (2000– )
- Eystein Garberg – gitarr (2001– )
- Espen Hammer – basgitarr (2002– )
- Vidar Berg – trummor (2005– )
- Annelise Ofstad Aar – sång (2009– )
- Roar Grindheim – gitarr (2014– )

Tidigare medlemmar
- Øyvind R. (Øyvind Rekdal) – gitarr
- Sondre Øien – basgitarr, bakgrundssång (1999–2001)
- Alf Helge Lund – trummor (1999–2005)
- Bjørnar Selsbak – gitarr (1999–2004)
- Snorre Hovdal – basgitarr, bakgrundssång (2001)
- Siv Lena Waterloo Laugtug – fiol (2001–2007)
- Vibeke Arntzen – sång (2001–2004)
- Ketil Sæther – gitarr (2004–2007)
- Stine Mari Langstrand – sång (2004–2007)

Livemedlemmar
- Håkan Lundqvist – gitarr (2007)
- Jenny Gustafsson – fiol (2007)

## Diskografi
Demo
- 2001 – Åsmund Frægdegjevar (EP)

Studioalbum
- 2003 – Åsmund Frægdegjevar
- 2005 – Troll
- 2007 – Det Vilde Kor

Singlar
- 2005 – "Nidvisa"
- 2005 – "Trolltind" / "Nøkken"
- 2007 – "Om hundrede aar er alting glemt" (short version)